# Oswaldiberg
Der Oswaldiberg ist ein Berg in Kärnten und stellt mit seinem Umland ein Naherholungsgebiet für die Stadt Villach dar.

## Geografische Lage
Der Berg liegt nördlich von Villach, in der Nähe des Ossiacher Sees bei Treffen. Er ist 963 m hoch und befindet sich nördlich der Drau. Durch den Berg führt der Oswaldibergtunnel der Tauern Autobahn (A10).
An der dicht bewaldeten Südseite des Berges, wo der Berg ausläuft, liegen die Orte Gritschach und Großvassach. Der eigentliche Oswaldiberg ist von Großvassach aus erreichbar, weshalb er auch Hausberg von Vassach genannt wird. Von Treffen und Eichholz führen ebenfalls Wege auf den Gipfel. 
Der Berg ist ein typischer Mittelgebirgsberg mit Nadelwäldern und Laubwäldern. Er fällt auf allen Seiten steil ab und bietet einen Ausblick auf den gesamten Ossiacher See, den Wörthersee und den Faaker See mit den Karawanken und den Julischen Alpen im Hintergrund. 

## Geschichte
Der Oswaldiberg wurde 1784 erstmals urkundlich erwähnt, in der Folge auch unter dem Namen Katharina-Bergl. Schon vor Jahrhunderten führte ein Weg zum Gipfel, zur oft besuchten Oswaldibergkirche. Der ursprüngliche Weg war steiler als heute und führte geradeaus auf dem Gipfel. 
Anfang der 1960er Jahre wurde ein neuer, als Hohlweg bezeichnete Weg gebaut, um die Steilheit zu nehmen. 
1963 wurde dann der Gipfel mit einer asphaltierten Straße erschlossen. 
Schon im 18. Jahrhundert, als viele Wallfahrer die Kirche besuchten, gab es auf dem Berg das Gasthaus Berger, seit über 10 Jahren gibt es jedoch keinen Gastbetrieb mehr.

### Kirche Oswaldiberg
Die Kirche am Oswaldiberg ist eher klein und wurde wahrscheinlich im 15. Jahrhundert errichtet. Eine erste urkundliche Erwähnung stammt aus dem Jahr 1769.
Die heutige Kirche ist 7,10 m breit und 16 m lang. Sie hat drei Altäre im Barockstil, der Bau selbst ist gotisch. 
Im Jahr 1902 wurde das Dach abgetragen und durch ein neues ersetzt. Zu dieser Zeit wurde auch der Aussichtsturm gebaut. 
1985 wurde der Vorbau mit der Erneuerung des Aussichtsturmes und der Neueindeckung der Kirche im alten Zustand wieder aufgebaut.
Heute finden in der Kirche nur an besonderen Anlässen (Weihnachten, Ostern) Gottesdienste statt. Der Aussichtsturm kann gegen eine Gebühr bestiegen werden.

### Bergbau am Oswaldiberg
In vergangenen Jahrhunderten wurde am Oswaldiberg Bergbau betrieben, davon zeugen zum Teil heute noch bestehende Schächte, die teilweise mit Wasser gefüllt sind. Auf der Südseite des Berges, bei Gritschach und Vassach, dürften silberhaltige Bleierze abgebaut worden sein. Es gab auch vereinzelt Goldabbau, doch war dieses nicht ergiebig. Das Stollensystem ist lang, aber zum Teil bereits eingestürzt. 
Es wird angenommen, dass der Abbau um das 14. Jahrhundert war.

## Eichholzgraben mit Eichholz
Der Eichholzgraben beginnt in Gritschach und führt über eine asphaltierte Straße bis zu einigen Häusern. 
Dort beginnt dann eine Schotterstraße und der Aufstieg nach Eichholz. 
Daneben fließt der Eichholzgrabenbach und dann teilt sich der Weg: Der eine Streckenteil führt nach Eichholz, der andere wieder zurück nach Gritschach.
Nach der Teilung geht es rasch nach Eichholz. Eichholz, auf 712 m gelegen, bietet eine Verbindung zwischen Treffen und Villach über Wanderwege. 
Eine asphaltierte Straße führt dann von Eichholz nach Treffen hinunter. Es gibt auch noch einen alten Hohlweg, der als Wanderweg genützt wird.

## Radiosender am Gipfel
Am Gipfel neben dem Ende der öffentlichen Straße befindet sich ein großer Mast mit 2 Antennen. Hier wird der Radiosender Kronehit auf der Frequenz von 107,6 MHz ausgestrahlt. Dieser Sender versorgt den Bereich Villach und alle Ortschaften rund um den Ossiacher See. 

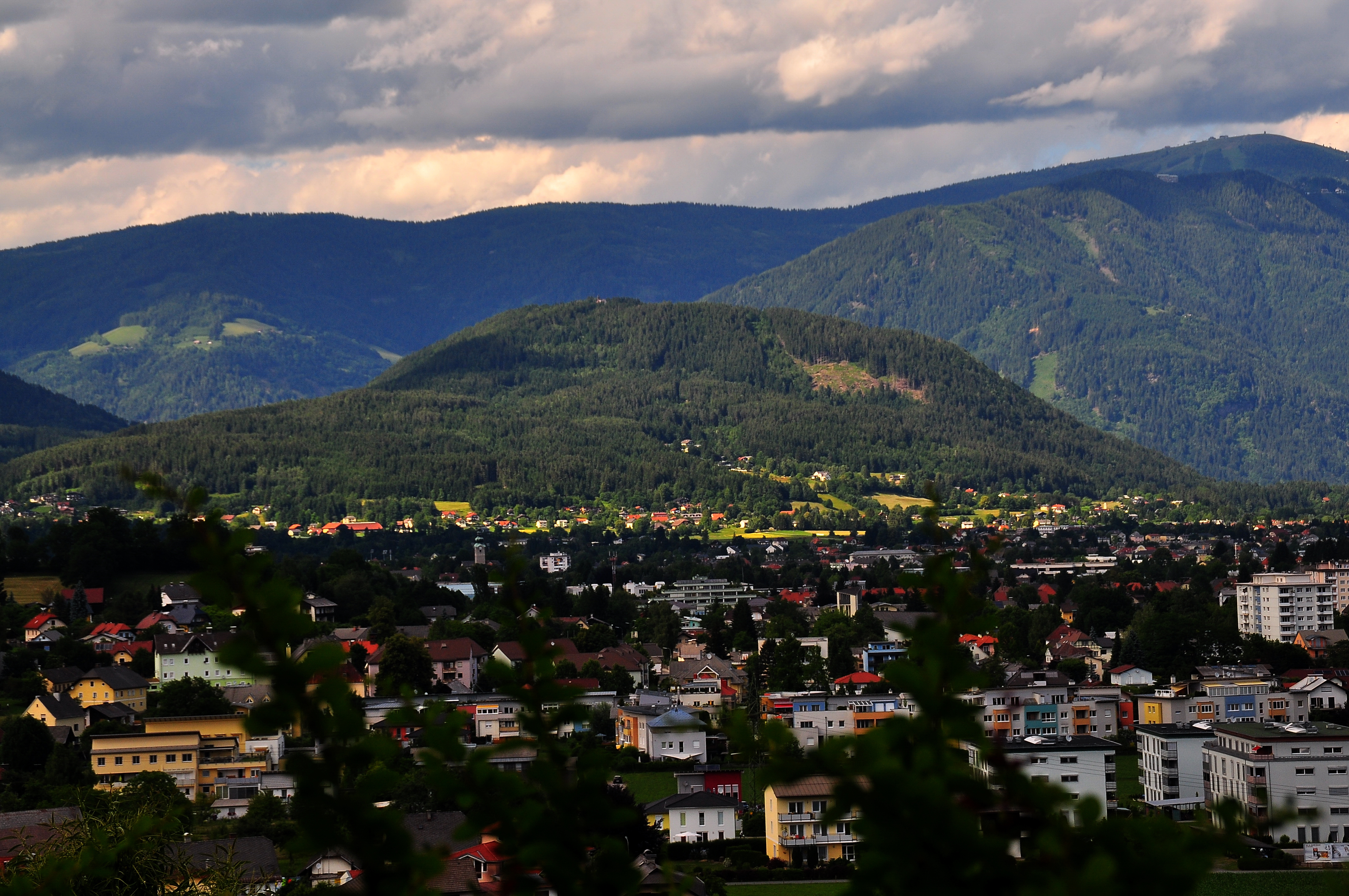
Oswaldiberg nördlich der Stadt Villach
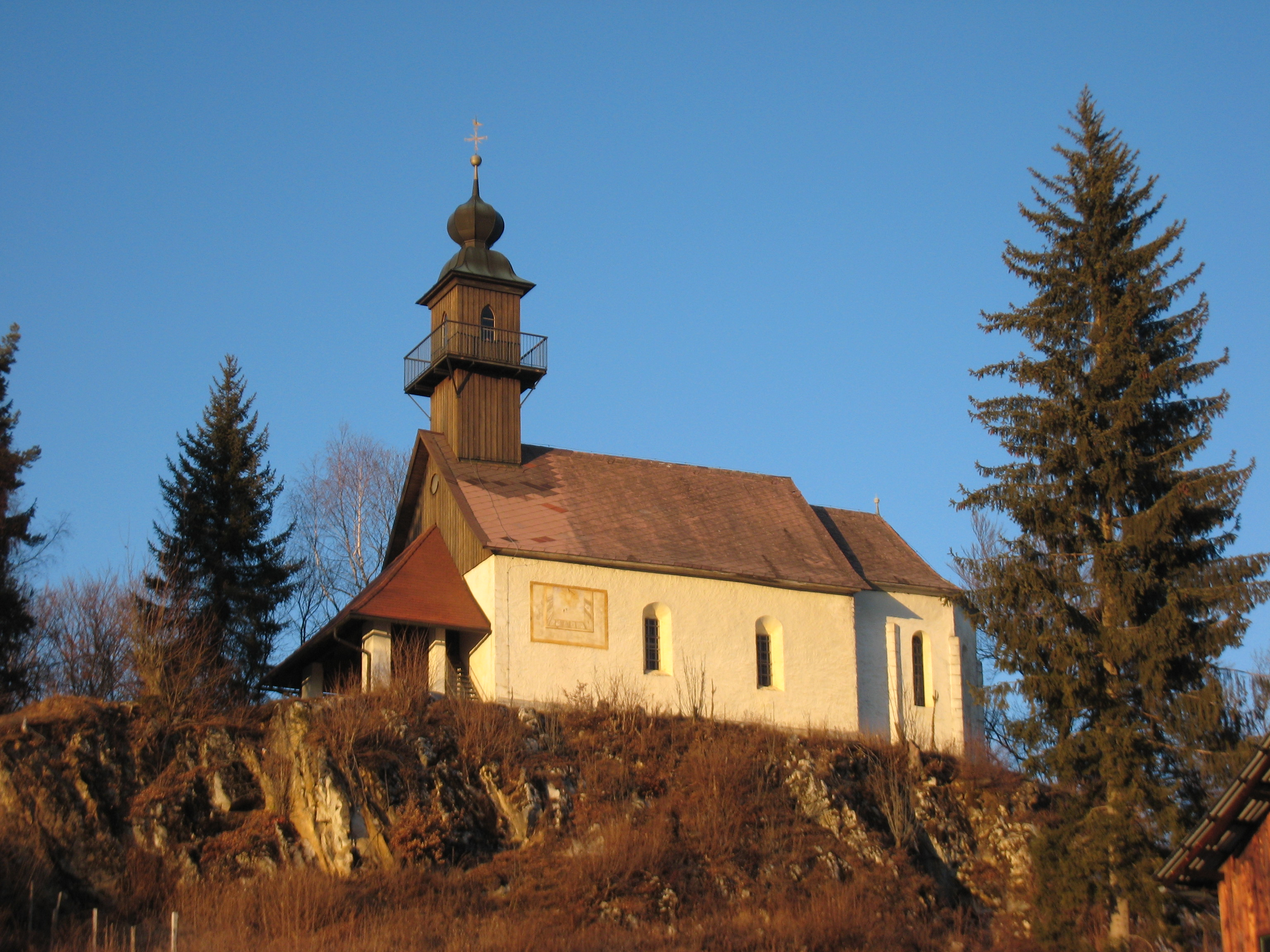
Die Kirche am Oswaldiberg
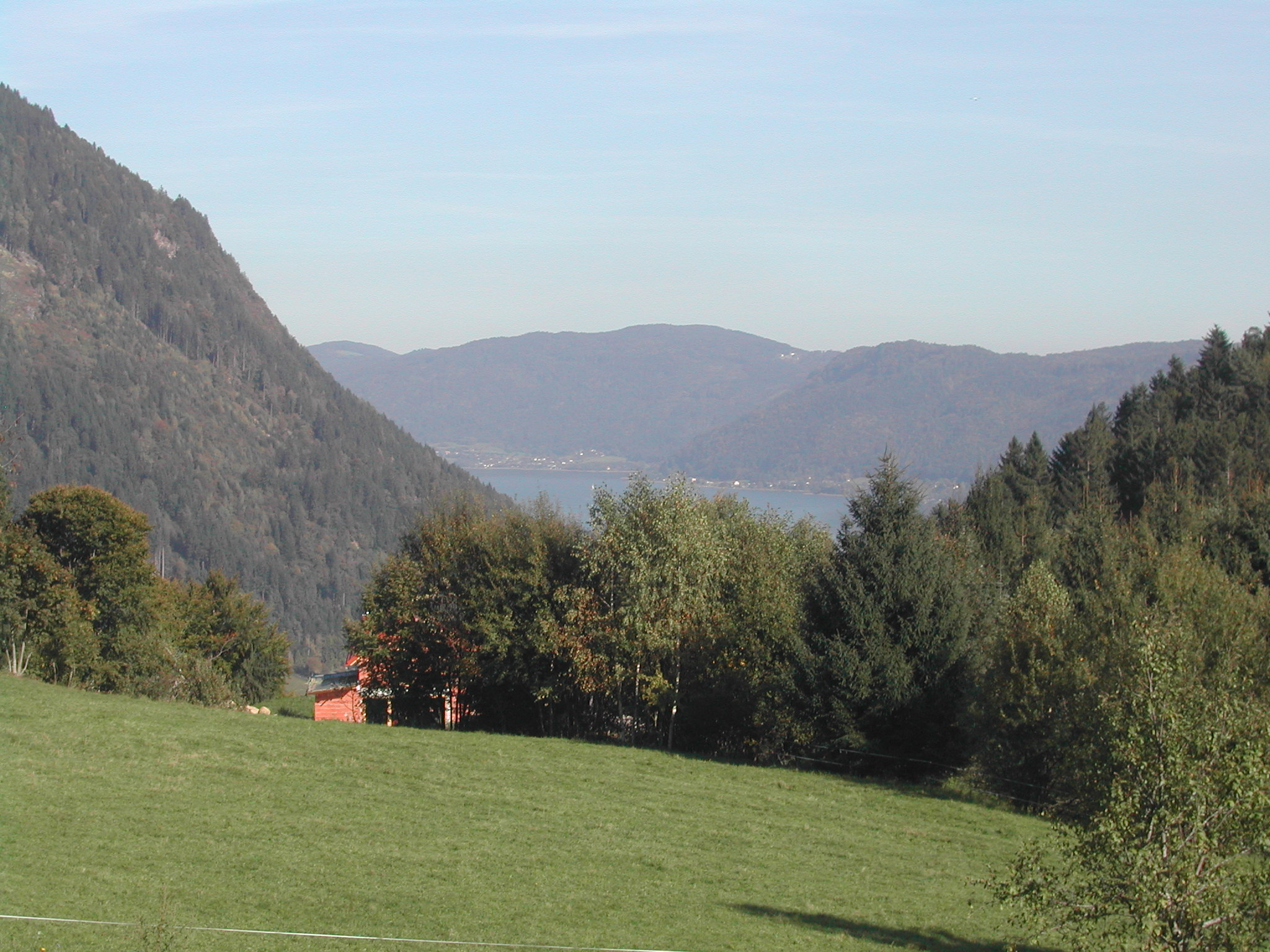
Blick von Eichholz zum Ossiacher See